# Trang kết quả của công cụ tìm kiếm

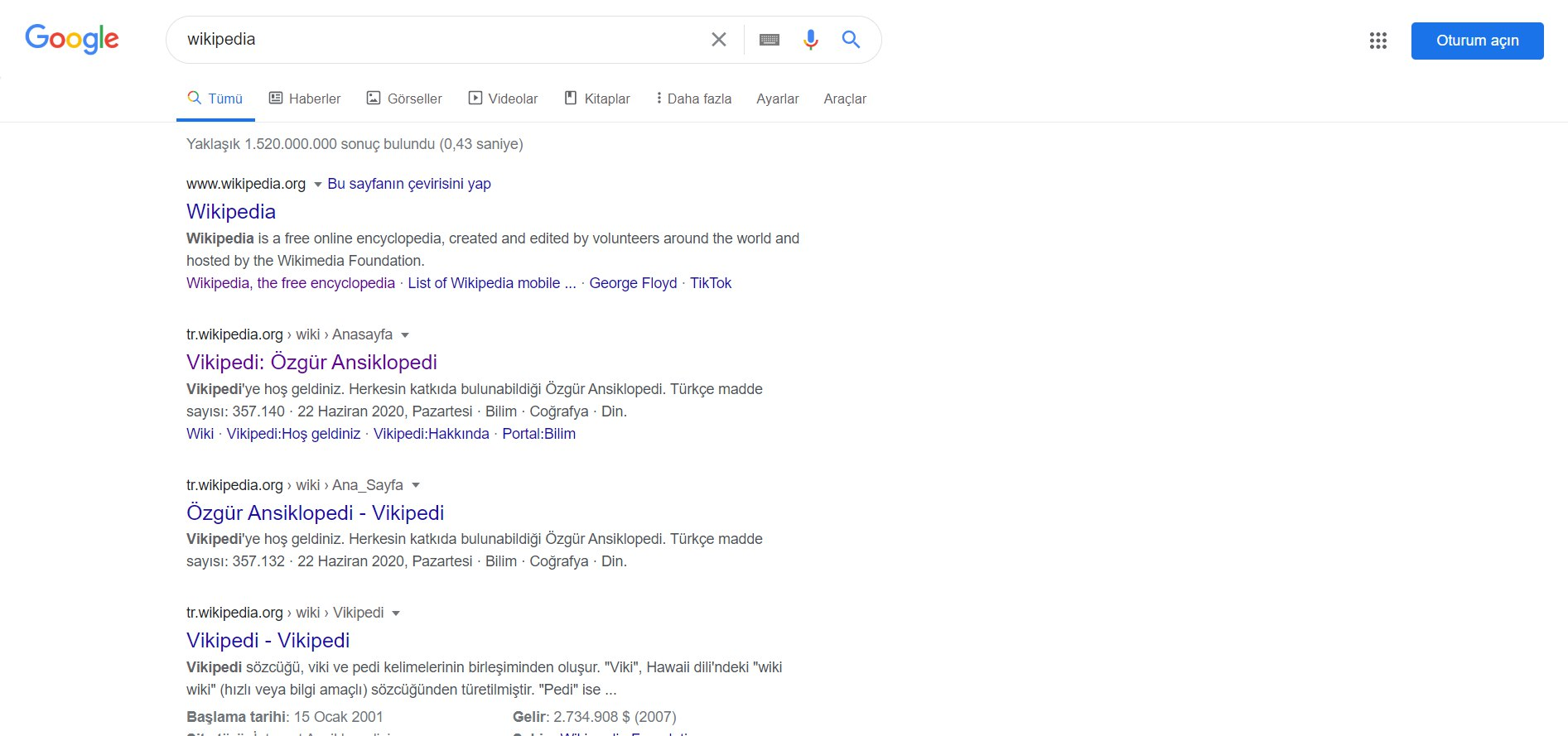
Search Engine Results Pages - SERP

Trang kết quả của công cụ tìm kiếm (Search Engine Results Pages - SERP) là các trang được hiển thị bởi các công cụ tìm kiếm để đáp lại truy vấn của người tìm kiếm. Thành phần chính của SERP là danh sách các kết quả được công cụ tìm kiếm trả về để đáp lại truy vấn từ khóa, mặc dù các trang cũng có thể chứa các kết quả khác như quảng cáo.
Kết quả có hai loại chung, tìm kiếm không phải trả tiền (nghĩa là được thuật toán của công cụ tìm kiếm truy xuất) và tìm kiếm được tài trợ (nghĩa là quảng cáo). Các kết quả thường được xếp hạng theo mức độ phù hợp với truy vấn. Mỗi kết quả được hiển thị trên SERP thường bao gồm một tiêu đề, một liên kết trỏ đến trang thực tế trên Web và một mô tả ngắn cho biết các từ khóa có nội dung phù hợp trong trang để có kết quả không phải trả tiền. Để có kết quả được tài trợ, nhà quảng cáo chọn những gì sẽ hiển thị.
Do số lượng lớn các mục có sẵn hoặc liên quan đến truy vấn, thường có một số trang đáp ứng với một truy vấn tìm kiếm như công cụ tìm kiếm hoặc tùy chọn của người dùng hạn chế xem một tập hợp kết quả trên mỗi trang. Mỗi trang thành công sẽ có xu hướng có thứ hạng thấp hơn hoặc kết quả liên quan thấp hơn. Giống như thế giới của phương tiện truyền thông in ấn truyền thống và quảng cáo của nó, điều này cho phép định giá cạnh tranh cho bất động sản trang, nhưng phức tạp bởi sự năng động của mong đợi và ý định của người tiêu dùng — không giống như phương tiện in tĩnh trong đó nội dung và quảng cáo trên mỗi trang đều giống nhau về thời gian cho tất cả người xem, mặc dù bản sao cứng như vậy được bản địa hóa ở một mức độ nào đó, thường là theo địa lý, như tiểu bang, khu vực đô thị, thành phố hoặc khu phố, kết quả của công cụ tìm kiếm có thể thay đổi dựa trên các yếu tố cá nhân như thói quen duyệt web.  

## Các thành phần
Các kết quả tìm kiếm, truy vấn và quảng cáo không phải trả tiền là ba thành phần chính của SERP, tuy nhiên, SERP của các công cụ tìm kiếm lớn, như Google, Yahoo! và Bing, có thể bao gồm nhiều loại kết quả nâng cao khác nhau (tìm kiếm không phải trả tiền và nội dung tìm kiếm được tài trợ) như đoạn trích phong phú, hình ảnh, bản đồ, định nghĩa, hộp trả lời, video hoặc các sàng lọc tìm kiếm được đề xuất. Một nghiên cứu gần đây đã tiết lộ rằng 97% truy vấn trong Google đã trả lại ít nhất một tính năng phong phú nội dung.
Các công cụ tìm kiếm chính có phân biệt trực quan các loại nội dung cụ thể như hình ảnh, tin tức và blog. Nhiều loại nội dung có các mẫu SERP chuyên dụng và các cải tiến trực quan trên trang kết quả tìm kiếm đầu tiên.

### Truy vấn tìm kiếm
Còn được gọi là 'chuỗi tìm kiếm người dùng', đây là từ hoặc tập hợp các từ được người dùng nhập vào thanh tìm kiếm của công cụ tìm kiếm. Hộp tìm kiếm được đặt trên tất cả các công cụ tìm kiếm lớn như Google, Yahoo và Bing. Người dùng chỉ ra chủ đề mong muốn dựa trên các từ khóa họ nhập vào hộp tìm kiếm trong công cụ tìm kiếm.
Trong cuộc cạnh tranh giữa các công cụ tìm kiếm để thu hút sự chú ý của nhiều người dùng và nhà quảng cáo hơn, sự hài lòng của người dùng đã là một động lực trong sự phát triển của thuật toán tìm kiếm được áp dụng để lọc kết quả tốt hơn theo mức độ phù hợp.
Các truy vấn tìm kiếm không còn thành công dựa trên việc chỉ tìm các từ khớp hoàn toàn bằng cách đánh vần. Trình tìm kiếm nỗ lực đoán ra ý định và kỳ vọng của người dùng để xác định xem kết quả phù hợp có phải là kết quả dựa trên ý nghĩa rộng hơn được rút ra từ bối cảnh hay không.
Và ý nghĩa của bối cảnh đã phát triển từ việc kết hợp các từ đơn giản, và sau đó là các cụm từ, cho đến việc kết hợp các ý tưởng. Và ý nghĩa của những ý tưởng đó thay đổi theo thời gian và bối cảnh. Kết hợp thành công có thể lấy từ đóng góp của đám đông, những gì người khác hiện đang tìm kiếm và nhấp vào, khi một người nhập các từ khóa liên quan đến các tìm kiếm khác. Và việc tận dụng trí tuệ của đám đông có thể được tập trung dựa trên mạng xã hội của chính nó.
Với sự ra đời của các thiết bị cầm tay, điện thoại thông minh và thiết bị đeo được, đồng hồ và nhiều cảm biến khác nhau, chúng đã cung cấp nhiều kích thước theo ngữ cảnh hơn cho người tiêu dùng và nhà quảng cáo để tinh chỉnh và tối đa hóa mức độ liên quan bằng cách sử dụng các yếu tố bổ sung có thể được lượm lặt như: sức khỏe, sự giàu có của một người, và nhiều tình trạng khác, thời gian trong ngày, thói quen cá nhân, di động, địa điểm, thời tiết, và các dịch vụ và cơ hội gần đó, dù ở thành thị hay ngoại ô, như các sự kiện, thực phẩm, giải trí và kinh doanh. Bối cảnh xã hội và ảnh hưởng tìm nguồn trí tuệ đám đông cũng có thể là yếu tố thích hợp.